# Abulfeda (månkrater)
Abulfeda är en nedslagskrater på de centrala högländerna på månen. Till nordöst är kratern Descartes. Till syd-sydöst är kratern Almanon. I nord ligger kratern Dollond. En serie av kratrar kallade Catena Abulfeda ligger mellan den södra kraterranden på Abulfeda och den norra kraterranden på Almanon, därefter fortsätter de, till en längd av 210 kilometer över Rupes Altai. Kratern döptes efter den arabiske historikern Ismael Abul-fida som levde under 1300-talet.
Både den södra och de nordöstra delarna av kraterranden är övertäckta av mängder av mindre kratrar. De inre väggarna är tydligt bredare i öst och grundare och slitna i norr. Kratergolvet har fått en ny yta, antingen av utslungad smält lava från Mare Imbrium eller av basalt lava. Ytan är därför relativt slät och saknar distinkta kännetecken. Kratern saknar en central höjning vid mittpunkten, vilken kan vara begravd. De inre sidorna tycks ha blivit något nednötta, troligast som en följd av mindre bombardemang och seismiska skakningar vid andra nedslag i närheten.

## Satellitkratrar
På månkartor är dessa objekt genom konvention identifierade genom att placera ut bokstaven på den sida av kraterns mittpunkt som är närmast kratern Abulfeda.
| Abulfeda | Latitud | Longitud | Diameter |
| -------- | ------- | -------- | -------- |
| A        | 16.4° S | 10.8° Ö  | 14 km    |
| B        | 14.5° S | 16.4° Ö  | 15 km    |
| BA       | 14.6° S | 16.8° Ö  | 13 km    |
| C        | 12.8° S | 10.9° Ö  | 17 km    |
| D        | 13.2° S | 9.5° Ö   | 20 km    |
| E        | 16.7° S | 10.2° Ö  | 6 km     |
| F        | 16.2° S | 13.0° Ö  | 13 km    |
| G        | 13.1° S | 9.0° Ö   | 7 km     |
| H        | 13.8° S | 9.6° Ö   | 5 km     |
| J        | 15.5° S | 10.0° Ö  | 5 km     |
| K        | 14.9° S | 10.6° Ö  | 10 km    |
| L        | 14.1° S | 10.7° Ö  | 5 km     |
| M        | 16.2° S | 12.1° Ö  | 10 km    |
| N        | 15.1° S | 12.2° Ö  | 14 km    |
| O        | 15.4° S | 11.2° Ö  | 7 km     |
| P        | 15.5° S | 11.5° Ö  | 5 km     |
| Q        | 12.8° S | 12.3° Ö  | 3 km     |
| R        | 12.8° S | 13.0° Ö  | 7 km     |
| S        | 12.2° S | 13.3° Ö  | 5 km     |
| T        | 14.8° S | 13.8° Ö  | 7 km     |
| U        | 13.0° S | 13.8° Ö  | 6 km     |
| W        | 12.5° S | 13.9° Ö  | 5 km     |
| X        | 15.0° S | 14.0° Ö  | 6 km     |
| Y        | 12.8° S | 14.1° Ö  | 5 km     |
| Z        | 14.7° S | 15.2° Ö  | 5 km     |